# 高崎グラフィティ。
『高崎グラフィティ。』は、2018年の日本映画。

## 概要
日本大学芸術学部映画学科に通う川島直人のもとに、同大学の演劇学科に通う女優の佐藤玲からTwitterで「一緒に何か作ろう」と声をかけたことがきっかけで企画が開始する。佐藤は自身のブログで「日芸のレベルが落ちてきていると言われがちなのを見返したくて」声をかけたと記している。当初は何を作るかも決まらず１年半経ったころ、川島が第1回未完成映画予告編大賞をみつけ、応募することが決定する。応募条件には特定の地域名をタイトルに入れること、その地域のカットを作品中に入れることがあった。高崎市を選んだのは、撮影を担当した武井俊幸の地元であることがきっかけ。高崎市について、「僕自身、東京から近い場所にいて、あまり東京に対し夢も何も持ってなかったんですが、大学に入ったら、意外と地方から来た人たちが、東京に夢を持ってて、この差が面白いと思って、関東圏内の高校生たちの話がやりたいと思いました」「山に囲まれて閉塞感があるし、道路も電車も東京につながっているのに、すごく遠くに感じる部分もある。」と発言している。
第1回未完成映画予告編大賞に応募した同タイトルの3分間の予告編がグランプリを受賞。予告編をベースに本編の製作が開始されたが、佐藤以外のキャストは新たにオーディションによって選ばれている。撮影は全て高崎市で行われ、撮影には高崎フィルム・コミッションも協力している。全編高崎市ロケの映画は史上初。
第32回高崎映画祭のクロージング作品として2018年4月8日に公開。同年8月18日に高崎市にて先行公開され、8月25日より全国公開となった。

## キャスト
- 吉川美紀：佐藤玲
- 阿部優斗：萩原利久
- 大塚寛子：岡野真也
- 関谷直樹：中島広稀
- 河合康太：三河悠冴
- 君島和樹：奥野瑛太
- 吉川正晴：渋川清彦
- 中古車販売所社長：川瀬陽太
- 松本礼奈：佐藤優津季
- 内田香澄：冨手麻妙
- 近藤太一：狩野健斗
- 小林浩二：山元駿
- カフェバー店長：JOY

## スタッフ
| - 監督：川島直人 - 主題歌：スカート「遠い春」 - 製作：長坂信人 - エグゼクティブプロデューサー：神康幸 - プロデューサー：利光佐和子、松永浩二 - 脚本：小山正太 - 音楽：長尾洋輔 - 協力プロデューサー：木城愼也、井上潔 - 音楽プロデューサー：鈴木聖也 - 撮影：武井俊幸 - 照明：山本浩資 - 録音：柳田耕佑 - 助監督：東條政利 | - 美術・装飾：平原孝之 - 衣裳：高橋幸希 - ヘアメイク：杉本妙子 - キャスティング：新江佳子 - 制作担当：高橋恒次 - 「未完成映画予告編大賞」プロデューサー：笠井一二、服部洋 - 制作協力：ガンズロック - 撮影協力：高崎フィルム・コミッション - 後援：ドリームインキュベータ - 制作プロダクション：オフィスクレッシェンド - 配給：エレファントハウス |

## ノベライズ
『高崎グラフィティ。』メディアワークス文庫
- 著者：古宮九時
- 2018年7月25日発売、ISBN 978-4-04-893935-5